# Alex Di Rocco
Alex Di Rocco, né le 30 décembre 1970 à Saint-Dié, est un footballeur professionnel français. 
Il jouait au poste d'attaquant.

## Biographie
Alex Di Rocco commence sa carrière de footballeur dans le club de sa ville de naissance, Saint-Dié-des-Vosges, aux Sports réunis déodatiens, dont l'équipe est promue en Division 3 en 1989. Il joue comme attaquant, usant notamment de sa grande taille (1,90 m) et de son pied gauche. En 1990, il rejoint l'AS Pierrots de Strasbourg, mais n'y reste qu'une saison avant de retourner à son club d'origine, qui retrouve la Division 4 en 1992. En 1993 il est recruté par le SAS Épinal, en National 1 (l'ancienne D3). En 1994-1995 il se fait remarquer en inscrivant 14 buts en championnat, et signe dans la foulée au Amiens SC, en Division 2. Mais il joue peu et signe l'année suivante au Troyes AC, toujours en D2. 
En 1997, en fin de contrat, le joueur signe au CS Sedan-Ardennes, club ambitieux du championnat National. Il s'y impose comme titulaire et suit la progression du club, qui obtient deux promotions d'affilée et dispute la finale de la Coupe de France en 1999. Il fait ses débuts en Division 1 le 31 juillet 1999 lors d'une défaite de Sedan sur le terrain de l'Olympique de Marseille (3-0). Auteur de 8 buts en 27 matchs, son transfert est attendu à l'été 2000. Il est finalement prêté six mois en Écosse, à Aberdeen, qui ne lève pas l'option d'achat, puis transféré en janvier 2001 à l'AS Saint-Étienne, contre 4 millions de francs. Il joue d'abord peu, mais le club est relégué en D2 en 2001, ce qui permet à Di Rocco de jouer davantage.
En 2002, il rejoint le SM Caen, autre club de D2 dont l'entraîneur Patrick Remy, son ancien coach à Sedan, cherche un attaquant d'expérience. Après une première saison difficile, il est remplaçant lors de la saison suivante et trouve un accord avec le club normand pour être libéré en octobre 2003, alors qu'il n'a plus la motivation nécessaire. Alex Di Rocco termine la saison à Saint-André-les-Vergers, un club de Division d'honneur basé près de Troyes où vit en sa famille. 
En 2004 Alex Di Rocco prend sa retraite sportive et entreprend sa reconversion dans la gestion de patrimoine. Il est conseiller en 2004-2005 d'un club de CFA 2 situé à proximité de Troyes, le RCS La Chapelle. En 2005, il est nommé entraineur de l'ES Viry-Châtillon en CFA 2. Après deux saisons achevées dans le milieu de classement, il part en 2007. Il est de 2007 à 2009 le directeur sportif du FCO Saint-Jean-de-la-Ruelle. Il se reconvertit ensuite dans la gestion de patrimoine, en Champagne-Ardenne.

## Statistiques
Alex Di Rocco a notamment disputé 37 matchs (pour 9 buts) en Division 1 et 4 matchs en Coupe Intertoto avec Sedan.
| Saison     | Club                    | Championnat | Championnat | Championnat | Coupe(s) nationale(s) | Coupe(s) nationale(s) | Compétition(s) continentale(s) | Compétition(s) continentale(s) | Compétition(s) continentale(s) | Total | Total |
| Saison     | Club                    | Division    | M.          | B.          | M.                    | B.                    | Comp.                          | M.                             | B.                             | M.    | B.    |
| 1988-1989  | SR Saint-Dié            | D4          | -           | -           | -                     | -                     | -                              | -                              | -                              | 0     | 0     |
| 1989-1990  | SR Saint-Dié            | D3          | 24          | 2           | -                     | -                     | -                              | -                              | -                              | 24    | 2     |
| 1990-1991  | ASPV Strasbourg         | D3          | 16          | 1           | -                     | -                     | -                              | -                              | -                              | 16    | 1     |
| 1991-1992  | SR Saint-Dié            | D3          | 25          | 6           | 1                     | 1                     | -                              | -                              | -                              | 26    | 7     |
| 1992-1993  | SR Saint-Dié            | D4          | -           | -           | -                     | -                     | -                              | -                              | -                              | 0     | 0     |
| 1993-1994  | SAS Épinal              | N1          | 30          | 6           | -                     | -                     | -                              | -                              | -                              | 30    | 6     |
| 1994-1995  | SAS Épinal              | N1          | 29          | 14          | -                     | -                     | -                              | -                              | -                              | 29    | 14    |
| 1995-1996  | Amiens SC               | D2          | 9           | 0           | 2                     | 0                     | -                              | -                              | -                              | 11    | 0     |
| 1996-1997  | ES Troyes AC            | D2          | 31          | 5           | 6                     | 4                     | -                              | -                              | -                              | 37    | 9     |
| 1997-1998  | CS Sedan Ardennes       | N           | 23          | 9           | 2                     | 1                     | -                              | -                              | -                              | 25    | 10    |
| 1998-1999  | CS Sedan Ardennes       | D2          | 32          | 10          | 7                     | 3                     | -                              | -                              | -                              | 39    | 13    |
| 1999-2000  | CS Sedan Ardennes       | D1          | 27          | 8           | 3                     | 1                     | -                              | -                              | -                              | 30    | 9     |
| 2000-2001  | CS Sedan Ardennes       | D1          | 4           | 0           | -                     | -                     | CI                             | 4                              | 0                              | 8     | 0     |
| 2000       | Aberdeen FC (prêt)      | SPL         | 10          | 3           | -                     | -                     | -                              | -                              | -                              | 10    | 3     |
| 2001       | AS Saint-Étienne        | D1          | 6           | 1           | 3                     | 1                     | -                              | -                              | -                              | 9     | 2     |
| 2001-2002  | AS Saint-Étienne        | D2          | 28          | 8           | 5                     | 2                     | -                              | -                              | -                              | 33    | 10    |
| 2002-2003  | SM Caen                 | L2          | 33          | 5           | 2                     | 0                     | -                              | -                              | -                              | 35    | 5     |
| 2003       | SM Caen                 | L2          | 5           | 0           | 1                     | 0                     | -                              | -                              | -                              | 6     | 0     |
| 2003-2004  | Saint-André les Vergers | DH          | -           | -           | -                     | -                     | -                              | -                              | -                              | 0     | 0     |
| Sous-total | Sous-total              | Sous-total  | 332         | 78          | 32                    | 13                    | -                              | 4                              | 0                              | 368   | 91    |